# 広島県立安西高等学校
広島県立安西高等学校（ひろしまけんりつ やすにし こうとうがっこう）は広島県広島市安佐南区高取南に所在する公立の高等学校。

## 設置学科
普通科

## 概要
周辺人口の急増を受けて、広島市安佐南区に1979年（昭和54年）に設置された普通科の高等学校である。生徒総数が最大で1500人を超えるマンモス校となる中で、吹奏楽部やバレーボール部、軟式野球部（1991年（平成3年）に全国高等学校軟式野球選手権大会に出場）などを中心に部活動も好成績を上げ、活気にあふれた学校であった。その後、中学校卒業者数が減少に向かう中で定員割れが生じたり、学校内が落ち着かない時代もあったが、学校の組織的な粘り強い取り組みによって克服した。
現在は、2006年（平成18年）5月に策定した学校経営改革推進基本計画（「安西高校進化論」）という独自のトータルプランにより、
- 「授業改革」（「協同的な学び」の授業（教室レイアウトを「黒板対面型」から「グループ形式のコの字型」にすることで、グループ間で生徒同士が意見を出し合える環境にする）を導入）
- 「部活動活性化」
- 「校内行事の充実」

等を柱として、魅力ある学校作りに向けた数々の施策を積極的に展開したこと、あわせて野球部やサッカー部、書道部などを中心に部活動にも力を入れたことで、かつての活況を取り戻しつつある。また、2011年（平成23年）10月にはアメリカ・ハワイ州のセオドア・ルーズベルト高等学校と姉妹校提携を結び、両校との間で国際交流を深めている。
2019年（平成31年）には、学校創立40周年を迎える。

## 沿革
- 1979年 -
  - 校舎建築第1期工事竣工。
  - 広島県立安西高等学校として開校。

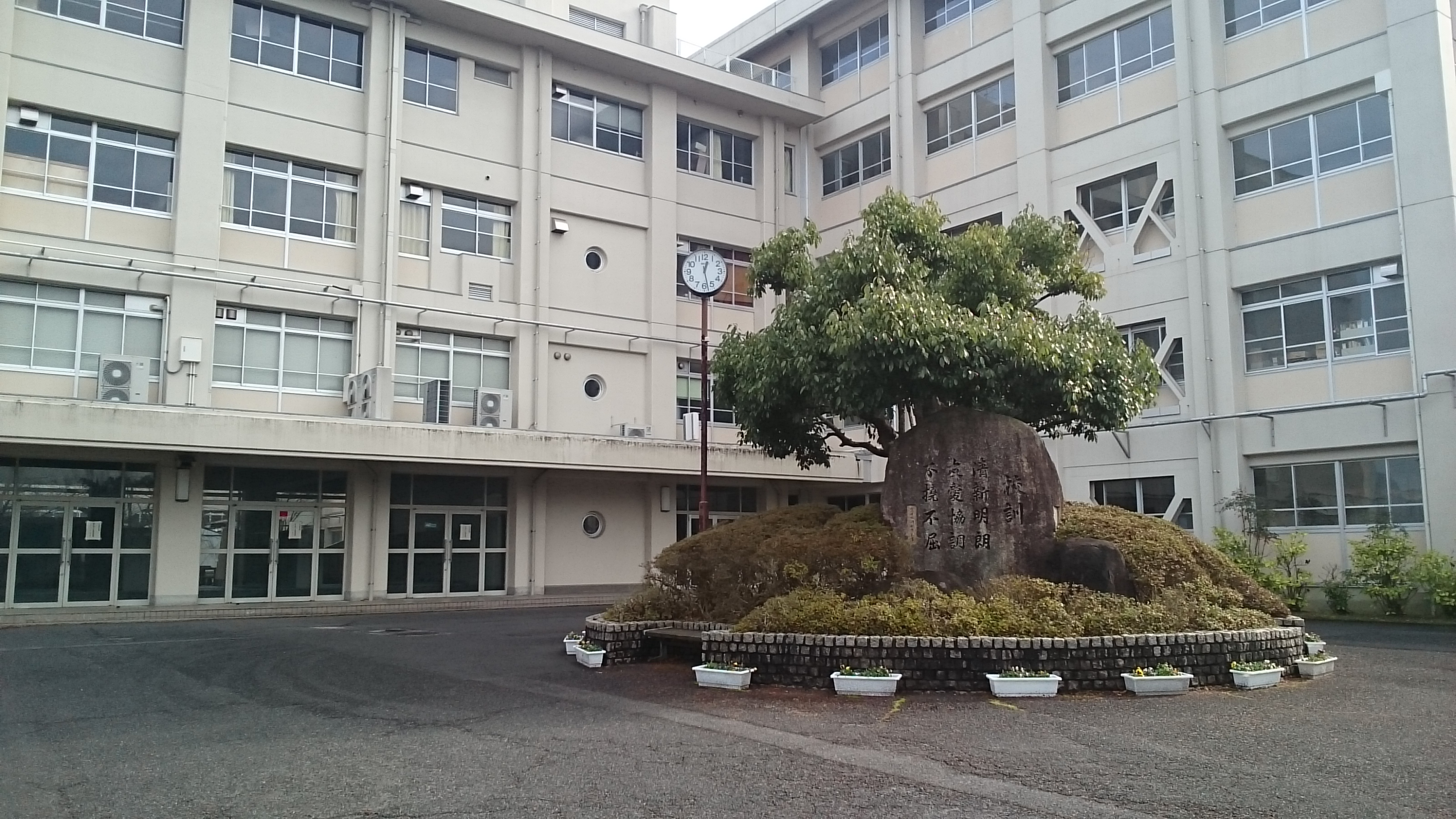
校訓が記載された石碑と生徒脱靴場入口

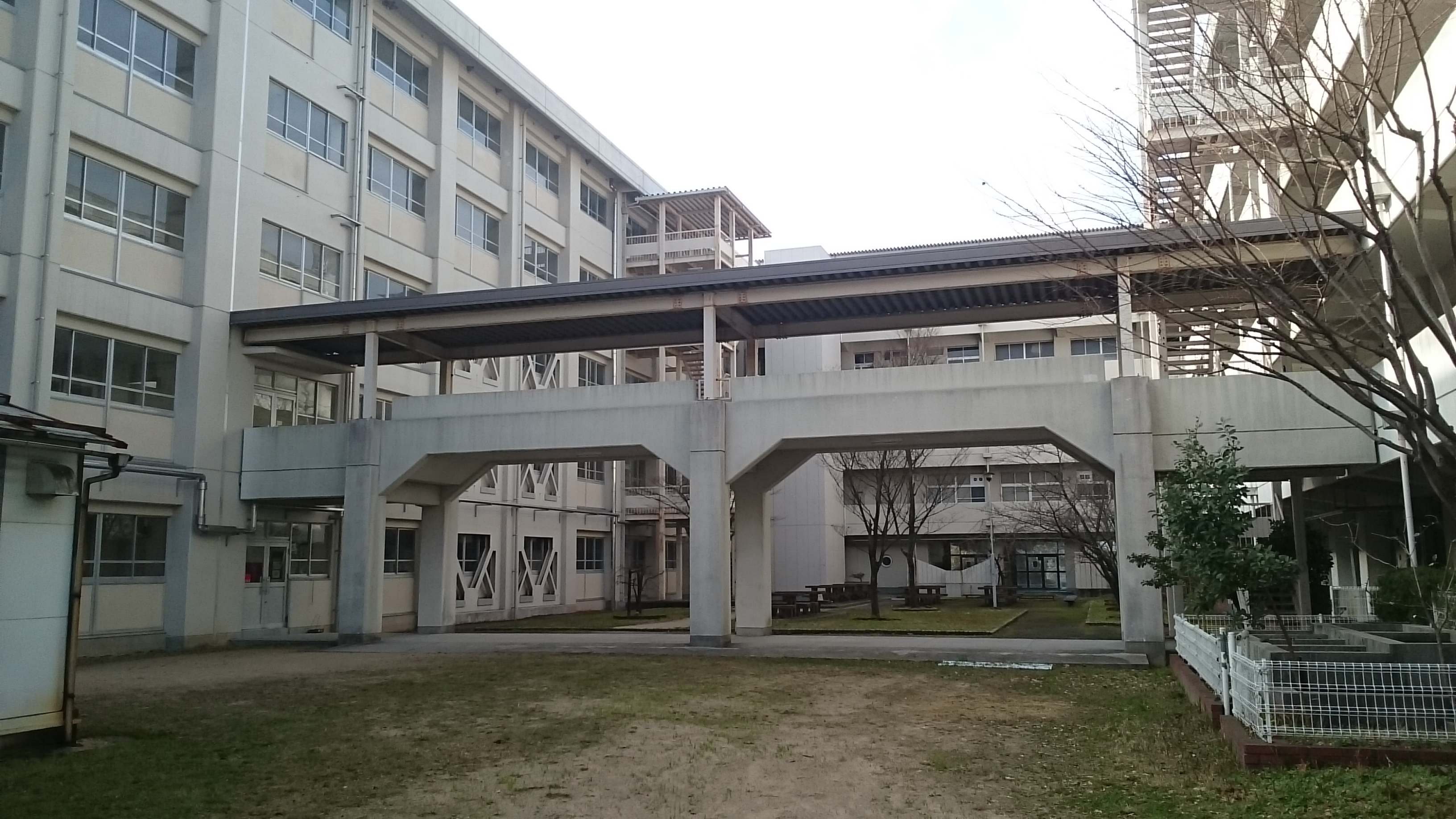
学校内の中庭

- 1980年 - 校舎建築第2期工事及び体育館兼講堂建築工事竣工。
- 1981年 - 校舎建築第3期工事竣工。
- 1982年 - 校舎建築第4期工事竣工。
- 1983年 - 校舎建築第5期工事及び格技場建築工事竣工。
- 1986年 - ワンダーフォーゲル部（女子）が登山競技として第24回全国高等学校総合体育大会に初出場。
- 1988年 - 吹奏楽部が第29回吹奏楽コンクール中国大会高校A部門で初の金賞を受賞。
- 1989年 -
  - 創立10周年記念式典。校訓入り石碑を設置。
  - 吹奏楽部が第30回吹奏楽コンクール中国大会高校A部門で2回目の金賞を受賞。
- 1991年 -
  - 軟式野球部が第36回全国高等学校軟式野球選手権大会に初出場。
  - 吹奏楽部が第32回吹奏楽コンクール中国大会高校A部門で3回目の金賞を受賞。
- 1992年 -
  - クラブハウス建築工事竣工。
  - 吹奏楽部が第33回吹奏楽コンクール中国大会高校A部門で4回目の金賞を受賞。
- 1994年 - セミナーハウス（ひやま館）建築工事竣工。
- 1999年 - 創立20周年記念式典。
- 2003年 - エレベーター新設工事竣工。
- 2006年 - 「安西高校進化論」策定。
- 2009年 - 創立30周年記念式典。
- 2010年 -
  - 吹奏楽部が第51回吹奏楽コンクール広島県大会高校小編成の部で初の金賞を受賞。
  - 個人でボクシング競技として第48回全国高等学校総合体育大会に出場しベスト8、第65回国民体育大会に出場し3位入賞。
- 2011年 - アメリカ・ハワイ州のセオドア・ルーズベルト高等学校と姉妹校提携。
- 2013年 - 新クラブハウス建築工事竣工。
- 2014年 - 吹奏楽部が第55回吹奏楽コンクール広島県大会高校小編成の部で2回目の金賞を受賞。
- 2016年 - 個人でボクシング競技として第71回国民体育大会に出場。
- 2018年 - 男子バレー部が20年ぶりの県4位になる

## 部活動
2007年（平成19年）度から、原則として、入学後1年間は必ず本校にあるいずれかのクラブに所属して活動しなくてはならない。
運動部
- 陸上競技部
- サッカー部
- 野球部
- ソフトテニス部
- 男子バスケットボール部
- 女子バスケットボール部
- 男子バレーボール部
- 女子バレーボール部
- 卓球部
- 柔道部
- 剣道部
- バドミントン部
- 山岳部

文化部
- 放送部
- 茶華道部
- 書道部
- 吹奏楽部
- 美術部
- 文芸部
- ライセンス情報部
- ライセンス英検・漢検部
- 写真部

## 出身者
- 青井貴治：ヴェートーベン (お笑いコンビ)
- 近野剣心：プロレスラー
- 井内将太郎：ボートレーサー
- 佐々木茜：タレント